# Johannes de Doperkerk (Essen)
De katholieke Johannes de Doperkerk is een aan de Kettwiger Straße gelegen gotische hallenkerk in Essen, Noordrijn-Westfalen. De kerk staat voor de dom van Essen, waarmee ze is verbonden. Op grond van deze positie en het feit dat de spits boven de domkerk uit torent, veronderstellen bezoekers vaak dat de kerk onderdeel vormt van de munsterkerk.

## Geschiedenis

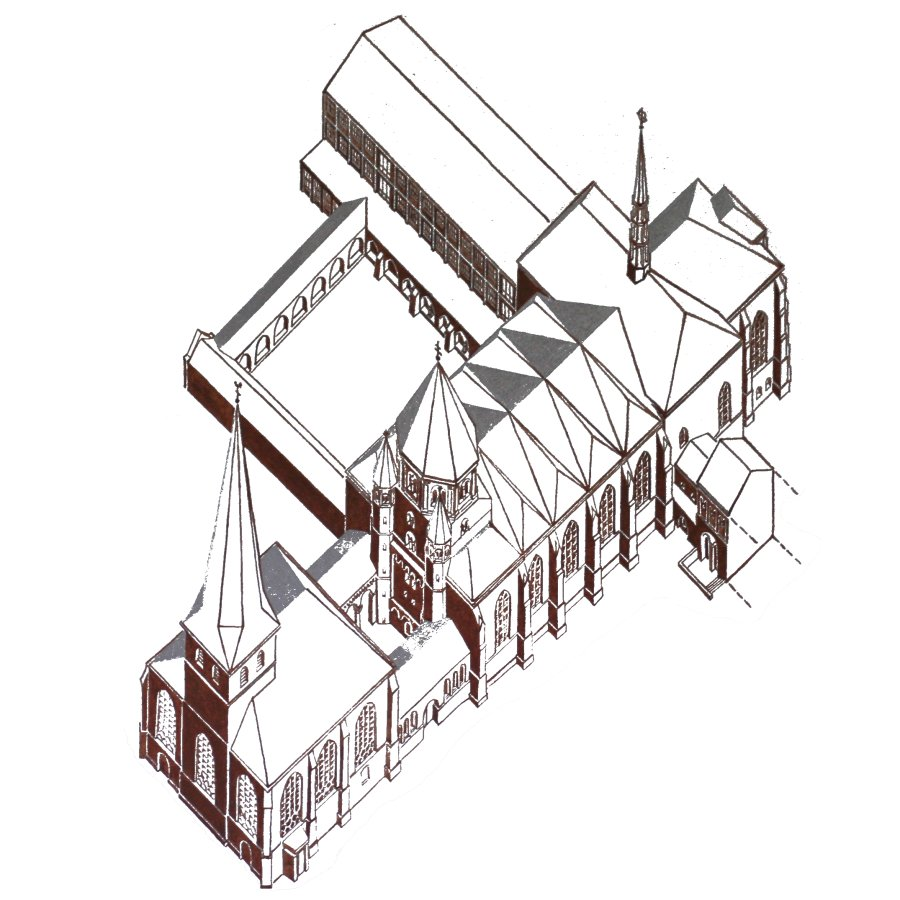
De locatie van de Johannes de Doperkerk voor de munsterkerk van Essen

De kerk stamt af van een aan Johannes de Doper gewijde kapel, die reeds in de 10e eeuw tot het vrouwenstift van Essen behoorde. Conform het testament van de abdis Theophanu, die in 1058 stierf, moesten ad sanctum Iohannem ter hare nagedachtenis kaarsen worden aangestoken. Dit wordt als de eerste gedocumenteerde vermelding van de kerk beschouwd. De wijding aan Johannes de Doper suggereert dat de kerk oorspronkelijk de doopkapel betrof. De fundamenten van deze oorspronkelijke kapel konden bij archeologische opgravingen na de Tweede Wereldoorlog worden geïdentificeerd. 
In 1264 verhief abdis Berta van Arnsberg de kapel tot de status van een filiale parochiekerk van de abdij. In latere tijden diende de kerk ook als vergaderplaats voor de kanunniken om er gewijde handelingen te verrichten, die slechts aan mannen werden voorbehouden. 
De kerk werd in 1471 herbouwd als een gotische hallenkerk met een vierhoekig oostelijk koor. Vanaf 1699 tot 1768 vond er een barokke herinrichting plaats. Er werden een nieuw koorgestoelte, nieuwe zijaltaren en een nieuwe kansel aangeschaft. Deze kansel werd in 1769 vervangen door een preekstoel in rococostijl.  
De bijna vierkante plattegrond van het gebouw valt in negen delen te verdelen. Het driebeukige, gotische kerkschip van twee traveeën heeft een vierkant koor, dat wordt geflankeerd door een zuidelijk zijkoor en een noordelijke doorgang naar de orgelgalerij. Het centrale westelijke travee draagt de toren. Het gewicht van de forse toren wordt verdeeld over de pilaren, zonder dat het gewelf in hoogte wijzigt. 
Tegenwoordig dient de kerk als parochiekerk voor de erediensten van de katholieke gemeenschap in de binnenstad.

## Hoofdaltaar
Van kunsthistorisch belang is het barokke hoofdaltaar van de kerk, oorspronkelijk een zijaltaar van de domkerk, en de vier altaarwerken, die door Bartholomeus Bruyn de Oudere tussen 1522 en 1525 voor het hoogaltaar van de munsterkerk werden vervaardigd. Bij de panelen gaat het om hoofdwerken van Bruyn van zeer hoge artistieke waarde. Afgebeeld worden scènes uit het leven van Jezus. De panelen zijn tweezijdig beschilderd. Achter de geboorte van Jezus bevindt zich een voorstelling van de Kruisiging en achter de Aanbidding van de Koningen wordt een voorstelling van de Kruisafname afgebeeld.
De stad die bij de voorstelling van de kruisafname te zien is, betreft niet Jeruzalem maar de oudste bekende afbeelding van de stad Essen.

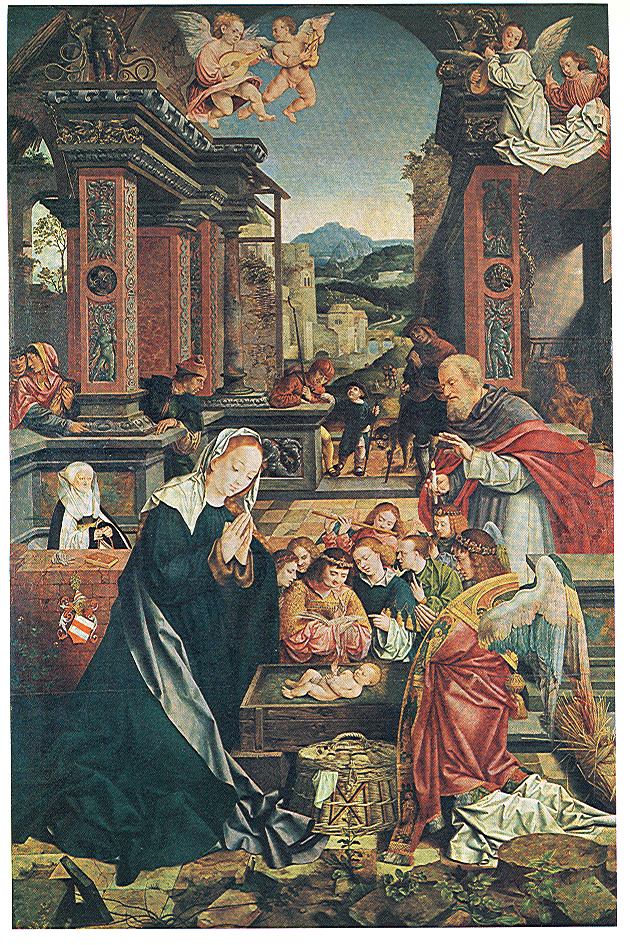
De geboorte van Jezus
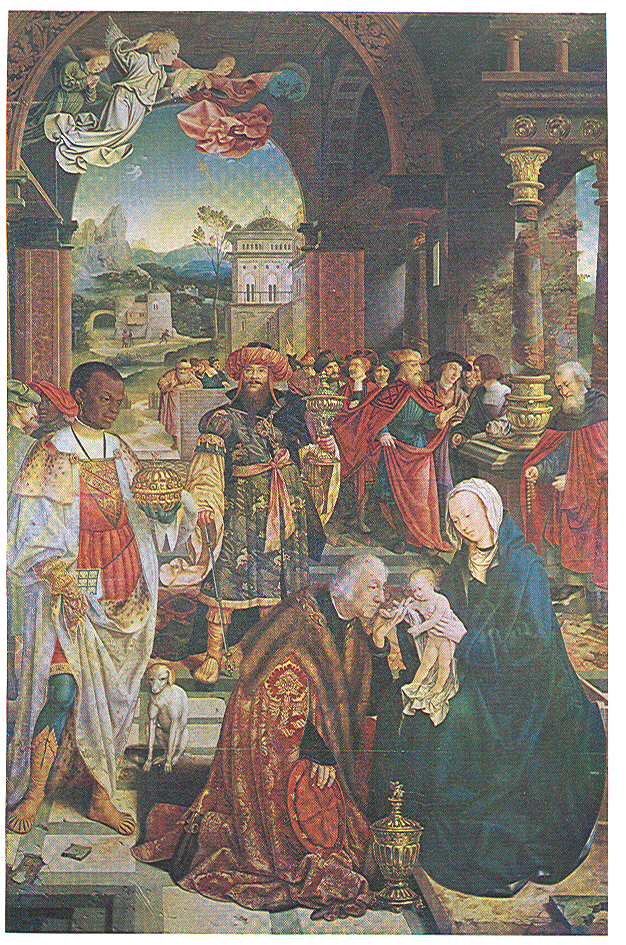
Aanbidding der koningen
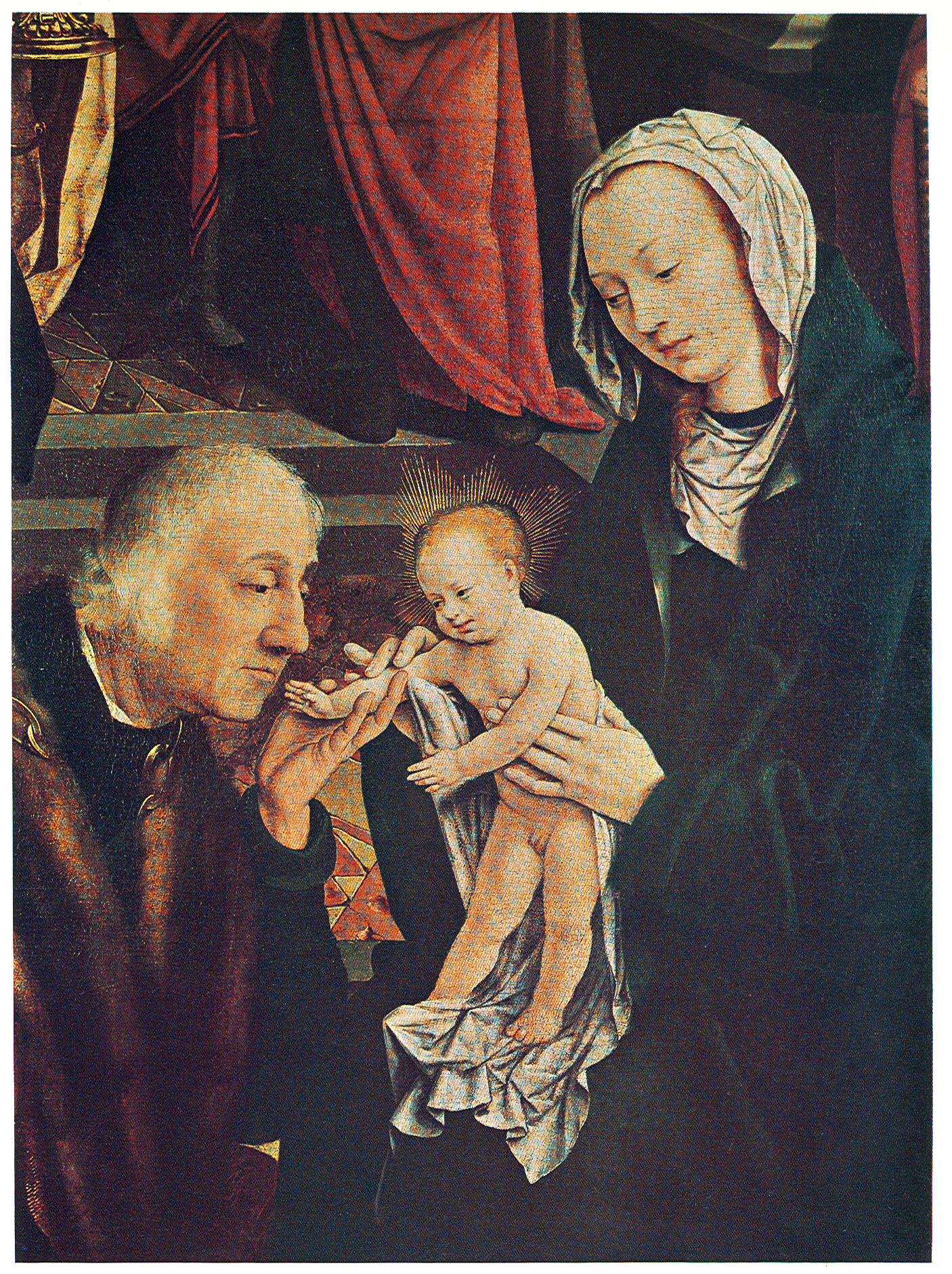
Detail Aanbidding der Koningen
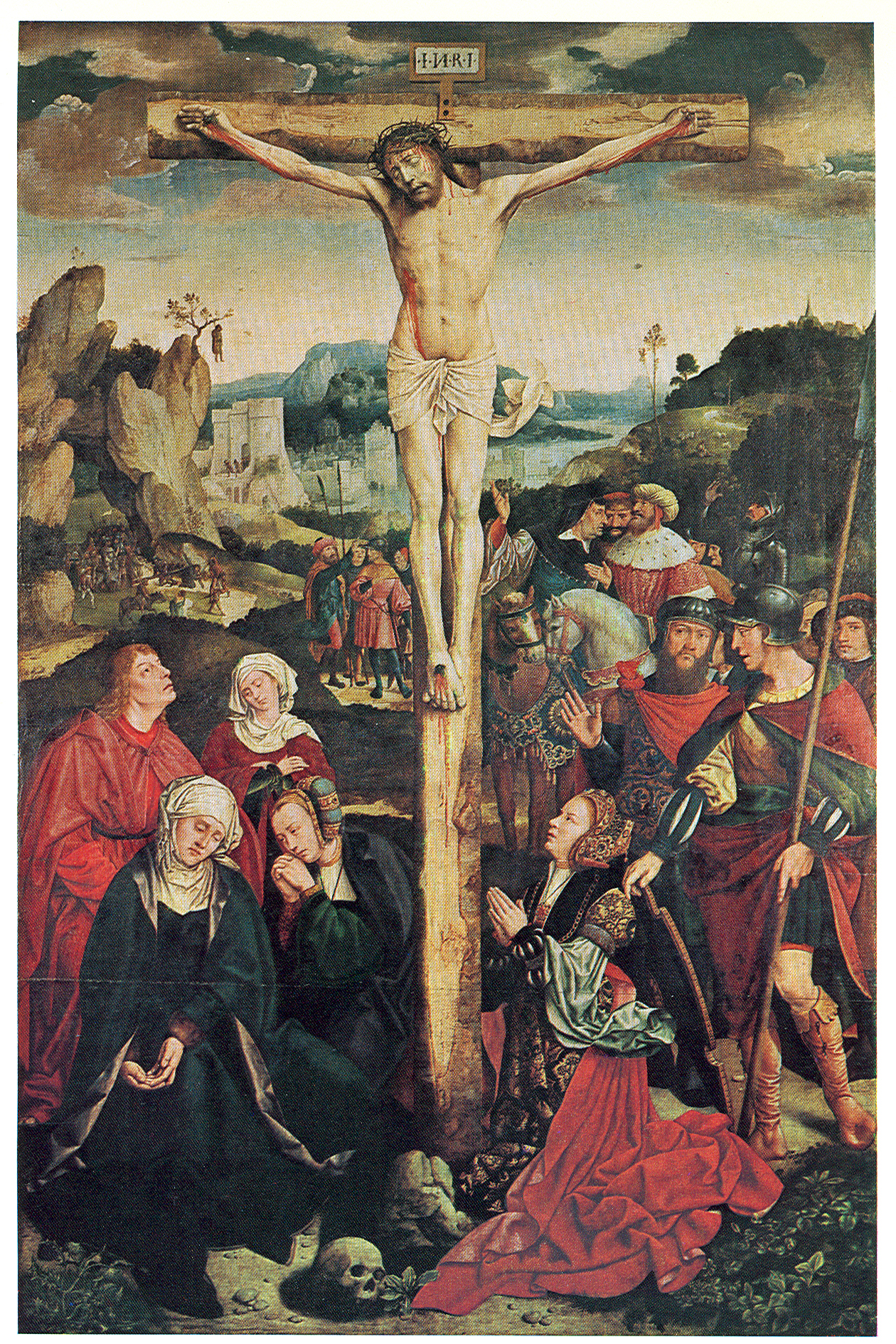
Kruisiging
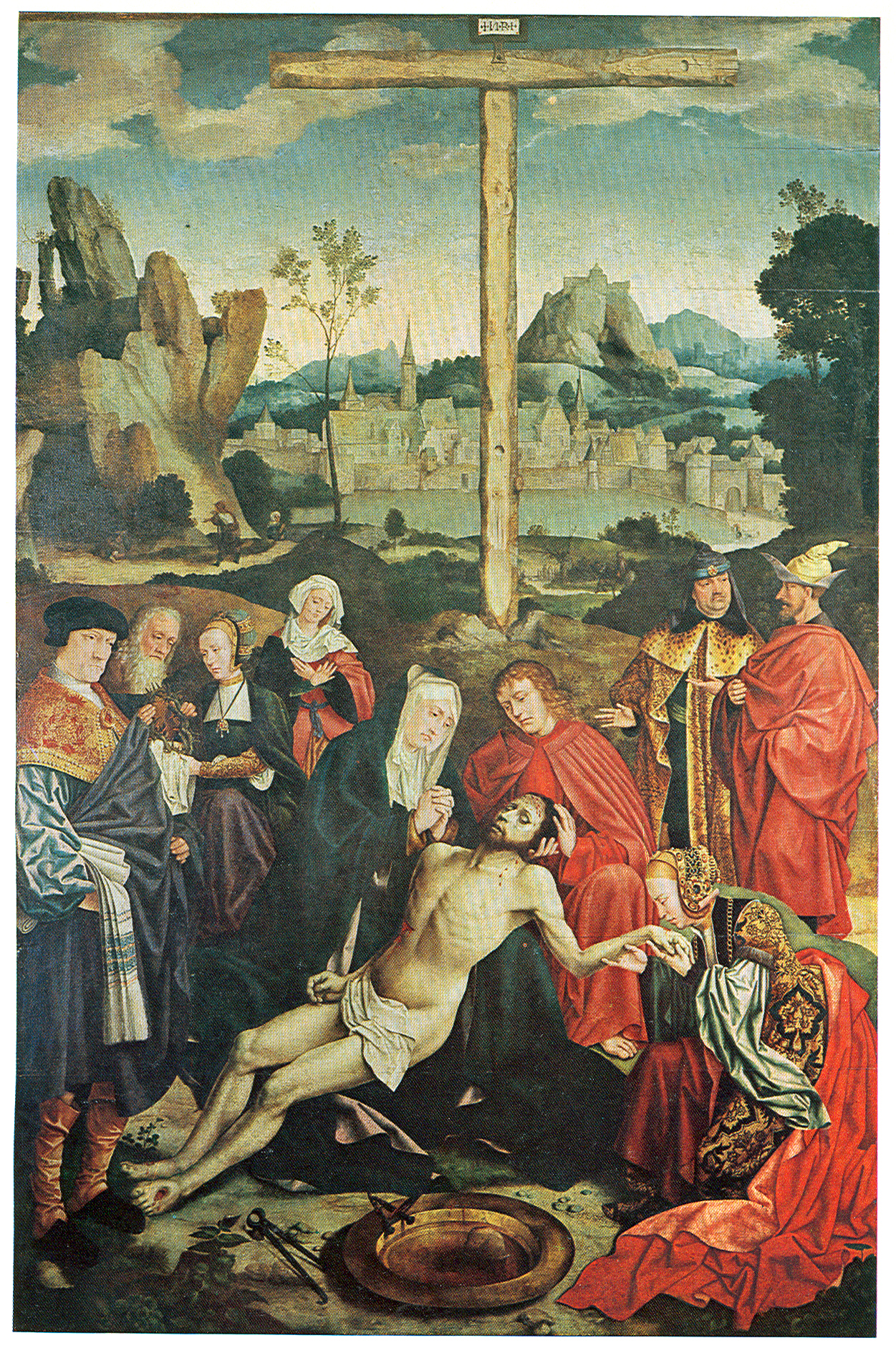
Kruisafname

## Klokken
Het gelui van de kerk bestaat uit drie klokken, die allen uit het jaar 1787 stammen en wegens hun belang in de Eerste Wereldoorlog werden gespaard voor omsmelting. In 1940 werden de klokken alsnog in beslag genomen, maar nooit omgesmolten. Alle drie de klokken dragen het inschrift Henricus et Everhardus Petit me fuderunt anno 1787, een verwijzing naar de nog altijd bestaande klokkengieterij  Petit & Gebr. Edelbrock te Gescher. De es2-klok draagt verder geen inschrift, de as1-klok de naam St. Johannes Baptista en de c2-klok St. Johannes Evangelista. Uit de rekeningen van de abdij blijkt dat de klokken in totaal 1687 rijksdaalders en 7 stuivers kostten, waarvan 1173 daalders en 24 stuivers in baar geld werd voldaan. Het overige deel werd in de vorm van de oude klokken van mindere kwaliteit verrekend. De klokken vormen een aanvulling op het gelui van de domkerk en worden ook samen geluid.